# Borov dol
Borov dol (bulgariska: Боров дол) är ett distrikt i Bulgarien.   Det ligger i kommunen Obsjtina Tvărditsa och regionen Sliven, i den centrala delen av landet, 220 km öster om huvudstaden Sofia.
Omgivningarna runt Borov dol är en mosaik av jordbruksmark och naturlig växtlighet. Runt Borov dol är det ganska tätbefolkat, med 96 invånare per kvadratkilometer.